# Christopher von Uckermann
Christopher Alexander Luis Casillas von Uckermann (n. 21 octombrie 1986, Ciudad de Mexico) este un actor și cântăreț mexican. Mama sa este de origine suedeză iar tatăl este mexican. Christopher și-a început cariera pe când avea doar 3 ani, apărând în reclame televizate. Atunci a primit un rol în El diario de Daniela ( Jurnalul Danielei) . A participat de asemenea la Amigos X Siempre în 2000. În anul 2001 a jucat în Aventuras en el tiempo ( Aventuri în timp) , serial pentru care a și creat coloana sonoră.
Majoritatea rolurilor sale importante le-a primit în 2004 când a obținut un rol în telenovela Rebelde unde a interpretat personajul Diego Bustamante, un elev la un prestigios colegiu privat numit Elite Way School, cel mai bun colegiu din Ciudad de Mexico. Diego visa să devină cântăreț. Succesul acestei producții a fost atât de mare încât formația RBD, cea care a derivat din acest serial are un succes foarte mare.
Până astăzi a înregistrat vânzări foarte mari cu RBD în Mexic, mai multe state sudamericane, incluzând Brazilia, Statele Unite, Chile și altele. Christopher a avut o relație cu Anahi, colega sa de trupă, această relație nemaifiind de actualitate. Este cel mai tânăr membru al formației RBD.